# Coari
Coari este un oraș în unitatea federativă Amazonas (AM) din Brazilia.

Coari în statul Amazonas

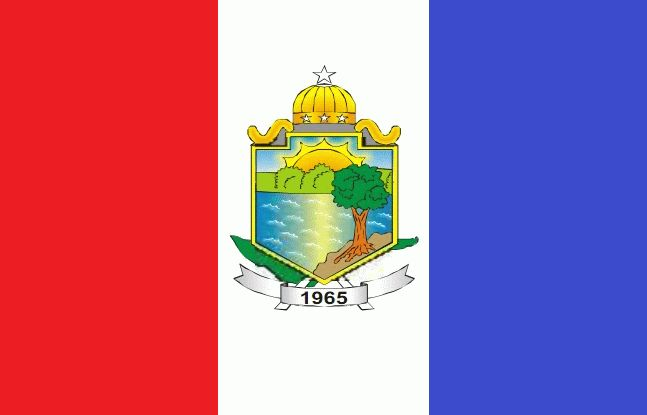
Drapelul orașului